# Alain Pierret
Pour les articles homonymes, voir Pierret.
Alain Pierret, né le 16 juillet 1930 à Mourmelon-le-Petit et mort le 24 juin 2023 à Saint-Maximin-la-Sainte-Baume, est un diplomate français, ancien ambassadeur de France en Israël et auprès du Saint-Siège.

## Biographie

### Formation
Alain Pierret étudie à l'École nationale de la France d'outre-mer. Il effectue son service militaire dans la Marine, en Indochine, et passe quelques années au Togo et au Sahara algérien.

### Carrière
Alain Pierret a commencé sa carrière de diplomate en Sierra Leone, en Afrique du Sud, en URSS et en Yougoslavie. Il a exercé la fonction d'ambassadeur de France au Niger, en Israël, en Belgique et auprès du Saint-Siège.
Il occupe notamment son poste en Israël entre 1986 et 1991, et à ce titre, tient un rôle d'observateur privilégié des relations entre la France et Israël durant la Guerre du Golfe. Il publie ses mémoires en 1991, dans un livre publié aux éditions Desclée de Brouwer.

### Décès
Alain Pierret s'éteint le 24 juin 2023 à l'âge de 92 ans à Saint-Maximin-la-Sainte-Baume.

## Publications
Ambassadeur en Israël, 1986-1991, Desclée de Brouwer, 1999, 480p.

## Distinctions
- Commandeur de la Légion d'honneur (1998)[3]
- Officier de la Légion d'honneur (1994)[4]